# Procurorul (film)
Procurorul sau Executantul (în engleză The Enforcer sau Murder, Inc.) este un dramă regizat de Bretaigne Windust și Raoul Walsh după un scenariu de Martin Rackin. În rolurile principale au interpretat actorii Humphrey Bogart și Zero Mostel.
A avut premiera la 25 ianuarie 1951 la New York, fiind distribuit de Warner Bros.. Coloana sonoră a fost compusă de David Buttolph[*]. Cheltuielile de producție s-au ridicat la 1,11 milioane de dolari americani și a avut încasări de 2,87 milioane de dolari americani.

## Distribuție
Au interpretat actorii:

- Humphrey Bogart - Procuror șef Martin Ferguson
- Zero Mostel - Big Babe Lazick
- Ted de Corsia - Joseph Rico (ca Ted De Corsia)
- Everett Sloane - Albert Mendoza
- Roy Roberts - Capt. Frank Nelson
- Michael Tolan - James (Duke) Malloy (ca Lawrence Tolan)
- King Donovan - Sgt. Whitlow
- Bob Steele - Herman (ca Robert Steele)
- Adelaide Klein - Olga Kirshen
- Don Beddoe - Thomas O'Hara
- Tito Vuolo - Tony Vetto
- John Kellogg - Vince
- Jack Lambert - Philadelphia Tom Zaca
- Patricia Joiner - Teresa Davis / Angela Vetto (nemenționat)